# Trolleybus de Bergen
Le trolleybus de Bergen compte une ligne desservant la ville de Bergen en Norvège.

## Réseau actuel

### Matériel roulant
Le réseau exploite six trolleybus ainsi que deux trolleybus bimodes.